# Ebony
Ebony é uma revista mensal norte-americana dedicada ao público afro-descendente, fundada por John Harold Johnson e publicada desde 1945. Sua fundação ao fim da II Guerra Mundial trouxe um novo status para os negros, que apesar de terem acabado de ajudar os Estados Unidos a ganhar a guerra, eram considerados como homens e mulheres invisíveis na sociedade americana, ignorados pela imprensa branca.
Através dos anos, suas capas e principais matérias são dedicadas a celebridades e políticos negros do país, como Dorothy Dandridge, Michael Jackson, Martin Luther King, Muhammad Ali, Will Smith, Samuel L. Jackson, Denzel Washington, Barack Obama, etc.
Através das décadas, publicitários criaram anúncios especificamente para a revista, com modelos negros usando seus produtos. Hoje em dia, entretanto, muitos anúncios para publicações variadas em todo tipo de mídia passaram também a usar negros e Ebony passou a publicar vários anúncios também usando modelos brancos.
A revista tem uma circulação mensal de 1.235.865 exemplares.